# Pseudoneureclipsis wilaiwan
Pseudoneureclipsis wilaiwan is een schietmot uit de
familie Dipseudopsidae. De soort komt voor in het Oriëntaals gebied.